# Западносибирский бобр
Западносибирский бобр (лат. Castor fiber pohlei) — подвид бобра. Включен в Красную книгу России как подвид с ограниченным ареалом, находящийся под угрозой исчезновения, эндемик России.

## Описание
Западносибирский бобр — подвид бобра, его представители расквартированы в России, где, по оценкам, их около 400. Животное крайне редко строит хатки и ещё реже строит запруды, длина тела составляет до 120 сантиметров (с хвостом). Вес бобра может составлять до 30 килограмм, продолжительность жизни — от 15 до 20 лет, в неволе живёт до 30. Окрас животного тёмно-коричневый, часто рыжеватый.

## Численность
В 1940 году вся популяция насчитывала Западносибирских бобров насчитывала не более 500 животных, из них на территориях заповедников — 200. В начале 50-х годов был замечен рост количества особей, связанный с уменьшением охотничьего населения, в то время только в бассейне реки Конды обитало около тысячи бобров (возможно, данные завышены). Однако освоение территорий, прокладка магистралей и газопроводов привели к ухудшению условий обитания бобров и развитию браконьерства. Уже к 1970 году в бассейне реки Конды насчитывалось от 300 до 400 бобров, на Малой Сосьве и верховьях Тапсуи от 100 до 150. С 1971 по 1978 года число животных на Малой Сосьве сократилось с 70-80 до 10.

### Причины сокращения популяции
Основной причиной уменьшения популяции Западносибирских бобров играли промысел и браконьерство, на сохранении молодых бобров и приросте численности отрицательно сказываются паводки. За последнее время условия обитания бобров ухудшились из-за развития хозяйственной деятельности, особенно лесопромышленной.

## Места обитания
Западносибирский бобр обитает в Тюменской области, Ханты-Мансийском автономном округе — Югра, расселяется в западном Приуралье. Населяют берега рек и ручьёв, высотой от 1,5 до 2,5 метров.

## Питание
В тёплое время года бобр питается разнообразной водной и околоводной растительностью, особенно предпочитая лакомым и питательным частям растений, таким как: корневище, клубень, молодой побег, кора и т. д. В суровых условиях Западной Сибири бобру не приходится быть особо разборчивым, но летняя растительность не ему даёт оставаться голодным.

## Природные враги бобра
Специально медведь на бобров не охотится, но весной или в начале лета в речных долинах хищник не упустит возможность напасть на лося или бобра.
Волк не может застать врасплох бобра, когда второй находится в своём жилище или просто в воде, однако может поохотиться во время валки деревьев животными.